# Ex regia scuola normale magistrale e convitto di Grosseto
Il palazzo della Regia scuola normale magistrale e convitto è un complesso architettonico che si articola tra piazza Rosselli e viale Porciatti a Grosseto, in Toscana.

## Storia
Il complesso fu costruito a più riprese su progetto dell'ingegnere Giuseppe Luciani, e inaugurato nel 1923 per ospitare la scuola magistrale mista, il Regio istituto magistrale intitolato a Teresa Ciamagnini Fabbroni e il convitto intitolato a Giovanni Bosco.
A partire dal dopoguerra, l'ala meridionale che si affaccia su viale Porciatti ha continuato a ospitare la scuola superiore magistrale, e poi il liceo linguistico Antonio Rosimini, mentre nell'ala settentrionale del complesso che dà su piazza della Vasca trova sede la scuola media Giovanni Pascoli.

## Descrizione

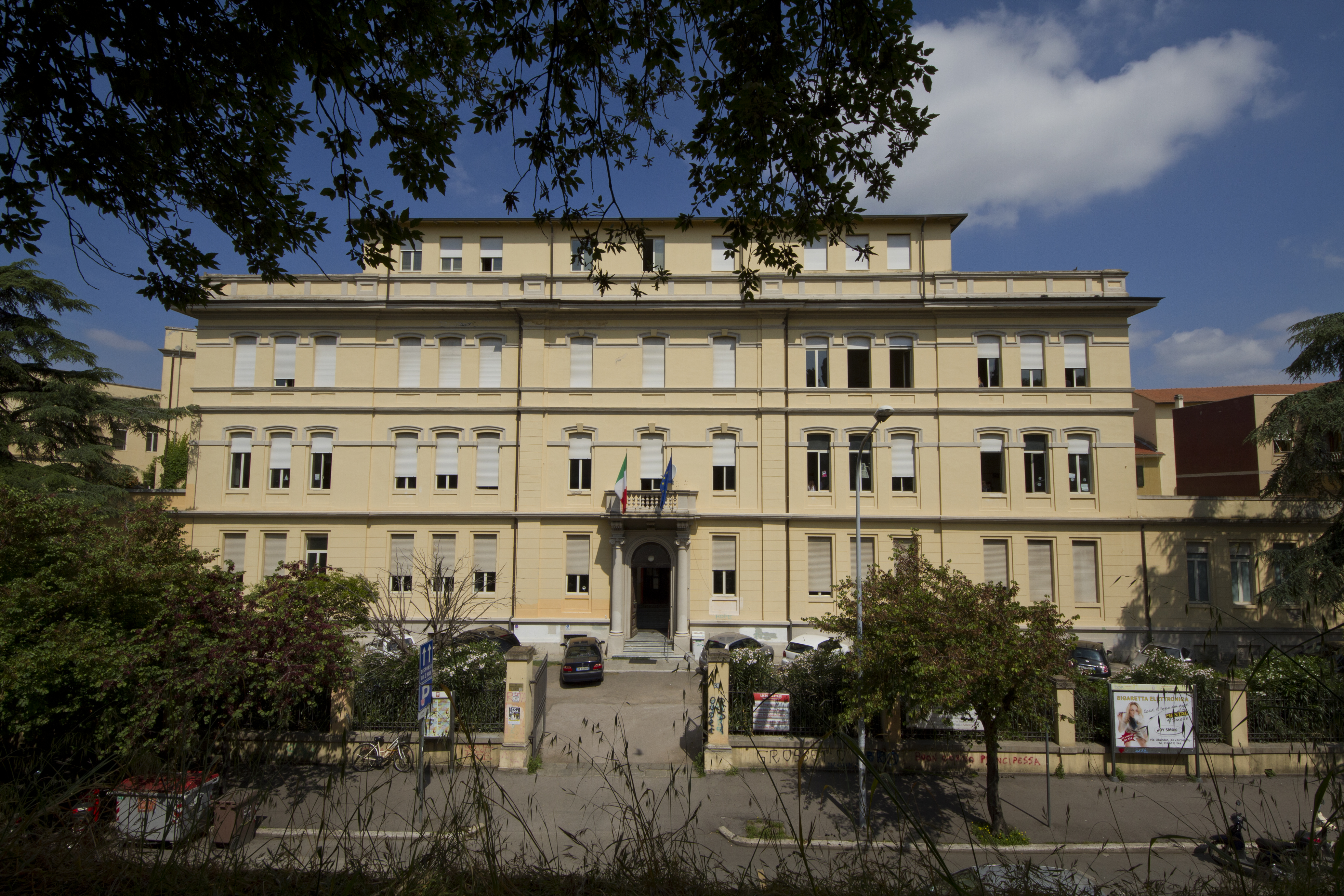
L'ala meridionale dell'edificio su viale Porciatti

### Facciata settentrionale
Il palazzo si presenta come un imponente edificio costituito da tre distinti corpi di fabbrica addossati tra loro: la facciata principale convessa e le ali laterali a pianta rettangolare. Il complesso presenta elementi stilistici che rievocano il gusto neorinascimentale, disponendosi su tre livelli.
Al pian terreno, si trovano due grandi portali d'ingresso su ciascuno dei due lati della facciata principale che si apre su piazza della Vasca. Preceduti da una breve gradinata, si presentano ad arco tondo, delimitati lateralmente da lesene, i cui capitelli danno appoggio alla balaustra orizzontale dei due terrazzi che sporgono dal primo piano. Le finestre che si aprono al pian terreno ricalcano gli elementi stilistici dei due portali, presentandosi anch'esse ad arco tondo. I due piani superiori sono caratterizzati da una serie di finestre architravate di forma rettangolare. Sulla facciata principale, due di esse al primo piano sono decorate da un timpano semicircolare, mentre le porte-finestre, che conducono ai due terrazzi che sovrastano i rispettivi portali d'ingresso, presentano alla loro sommità timpani triangolari, incompleti all'apice centrale per lasciare spazio all'ulteriore elemento decorativo interposto.
L'intera struttura architettonica ben si integra, stilisticamente, al palazzo del Governo che le si affaccia di fronte.